# Indalecio Gonzalez
Indalecio Gonzalez (ur. 26 lutego 1910, zm. 2 lutego 1949 w Landsberg am Lech) – naczelny kapo w obozie koncentracyjnym Gusen i zbrodniarz wojenny.
Hiszpan z pochodzenia. Więzień obozu w Mauthausen od 24 stycznia 1941. 17 lutego 1941 został przeniesiony do Gusen, gdzie został ustanowiony naczelnym kapo. Gonzalez miał pod sobą 14–16 kapo i około 1600 więźniów. Wielokrotnie katował więźniów, nawet ze skutkiem śmiertelnym.
Gonzalez został za swoje zbrodnie skazany w procesie załogi Mauthausen (US vs. Lauriano Navas i inni) przez amerykański Trybunał Wojskowy w Dachau na karę śmierci. Wyrok wykonano przez powieszenie w więzieniu Landsberg 2 lutego 1949.